# Vincent Rottiers
Vincent Rottiers (Evry, 17 giugno 1986) è un attore francese.

## Biografia
Nato il 17 giugno 1986 a Evry, nell'Essonne, Rottiers debutta sul grande schermo a soli 15 anni, nel film del 2002 Devils di Christophe Ruggia.
Rottiers tenta un'incursione nella commedia per il grande pubblico L'Île aux trésors e appare in due importanti produzioni storiche Giorni di guerra, Female Agents. Nel 2009, un cinema intimista offre all'attore personaggi memorabili, la cui intensità lascia intravedere una sensibilità viscerale: in Je suis heureux que ma mère soit vivante di Claude Miller e Nathan Miller, interpreta un adolescente straziato tra la famiglia adottiva e la madre biologica, mentre recita il ruolo di piccoli teppisti in À l'origine e in Qu'un seul tienne et les autres suivront. È stato un anno particolarmente intenso che lo ha fatto conoscere al grande pubblico e al regista Raphaël Jacoulot, il quale lo ha scelto per fare da contraltare a Jean-Pierre Bacri nel suo secondo lungometraggio, Avant l'aube.

## Filmografia
- Avant l'aube, regia di Raphaël Jacoulot (2011)
- Love and Bruises, regia di Lou Ye (2011)
- Dans la tourmente, regia di Christophe Ruggia (2011)
- L'Hiver dernier, regia di John Shank (2012)
- Le monde nous appartient, regia di Stephan Streker (2012)
- Renoir, regia di Gilles Bourdos (2012)
- L'Homme à la cervelle d'or, regia di Joan Chemla (2012)
- Mood Indigo - La schiuma dei giorni (L'Écume des jours), regia di Michel Gondry (2013)
- Chroniques d'une cour de récré, regia di Brahim Fritah (2013)
- La Marche, regia di Nabil Ben Yadir (2013)
- Bodybuilder, regia di Roschdy Zem (2014)
- Valentin Valentin, regia di Pascal Thomas (2014)
- Dheepan - Una nuova vita (Dheepan), regia di Jacques Audiard (2015)
- La Vie en grand, regia di Mathieu Vadepied (2015)
- Toril, regia di Laurent Teyssier (2016)
- Nocturama, regia di Bertrand Bonello (2016)
- Money, regia di Gela Babluani (2017)
- Vulnerabili (Espèces menacées), regia di Gilles Bourdos (2017)
- La Part sauvage, regia di Guérin Van de Vorst (2017)
- Sauver ou périr, regia di Frédéric Tellier (2018)
- Un ange, regia di Koen Mortier (2019)
- Sympathie pour le diable, regia di Guillaume de Fontenay
- Pompéi, regia di Anna Falguères e John Shank (2019)
- Prise au piège, regia di Karim Ouaret - serie TV (2019)
- Frères d'arme, regia di Sylvain Labrosse (2020)
- Le combattenti (Les Combattantes), regia di Alexandre Laurent - miniserie TV (2022)
- Jusqu'ici tout va bien, regia di Nawell Madani (2023)
- Anthracite - miniserie TV (2024)
- Gli infallibili (Les infaillibles), regia di Frédéric Forestier (2024)

## Doppiatori italiani
Nelle versioni in italiano delle opere in cui ha recitato, Vincent Rottiers è stato doppiato da:
- Marco Barbato in Mood Indigo - La schiuma dei giorni, Vulnerabili
- Gianfranco Miranda in Dheepan - Una nuova vita
- Gabriele Sabatini in Gli infallibili

## Riconoscimenti
- Premio César[2]
  - 2007 - Candidatura alla Migliore promessa maschile per Le Passager
  - 2010 - Candidatura alla Migliore promessa maschile per Je suis heureux que ma mère soit vivante
  - 2016 - Candidatura alla Migliore attore non protagonista per Dheepan - Una nuova vita